# 庾纯
庾纯（?—?），字谋甫，颍川郡鄢陵县（今河南省鄢陵县西北）人，西晋政治人物，曹魏太中大夫庾遁之子，庾峻之弟，庾旉之父。

## 生平
庾纯號稱是当世儒宗。他從郡主簿做起，並在征南将军府任職，庾纯与荀眅一起被大将军所征召，荀眅平日总车乘齐整，服饰华丽，而庾纯则车服朴素随便，世人称道庾纯，荀眅于是恨他。庾纯當上了黄门侍郎，封关内侯，晋武帝泰始六年（270年），任中书令兼河南尹。庾纯認為司空贾充奸佞，想讓他遠離朝廷，於是推举他去镇守关中，不過没有成功，而贾充也对他同样不满。
一次贾充大宴朝士，庾纯最后才到。时人传说庾纯的祖上有人当过伍伯，常为达官导引，贾充就讥讽道：“君行常居人前，今天何以在后？”庾纯也不示弱，因时人传说贾充的祖先有当过市魁的人，于是说：“早上有些市井小事，所以来晚。”庾纯喝醉了酒，与贾充争论起来。贾充说：“你的父亲年老，不回家去奉养，你是无天无地之人。”庾纯说：“天下汹汹，由尔一人。”贾充说：“贾充我辅佐二代君王（司马昭、司马炎），荡平巴蜀，有什么罪让天下汹汹？”庾纯反问：“高贵乡公何在？”贾充身邊人準備把庾純抓起來，參與宴會的羊琇、王济等人出來勸架。最終庾純安全離開現場。賈充又羞又怒，上表请求辞官，庾纯害怕，也上表弹劾自己。有人以庾純不贍養父親為由彈劾他。齐王司马攸等認為庾纯並沒有違規，司马炎下诏，免去庾纯官职，但之後又让庾纯担任国子祭酒，加散骑常侍。荀眅则上奏庾纯之前因不孝免官，不該讓他擔任這些官職。有關部門的人认为荀眅是在試圖公報私仇。荀眅反而被免官。
庾纯官至侍中，父亲死后服丧，丧期满后，历任御史中丞、尚书、魏郡太守、少府。六十四岁时于任上去世。

## 延伸阅读
[在维基数据编辑]
 《晉書·卷050》，出自房玄齡《晉書》